# Casa di Annalena

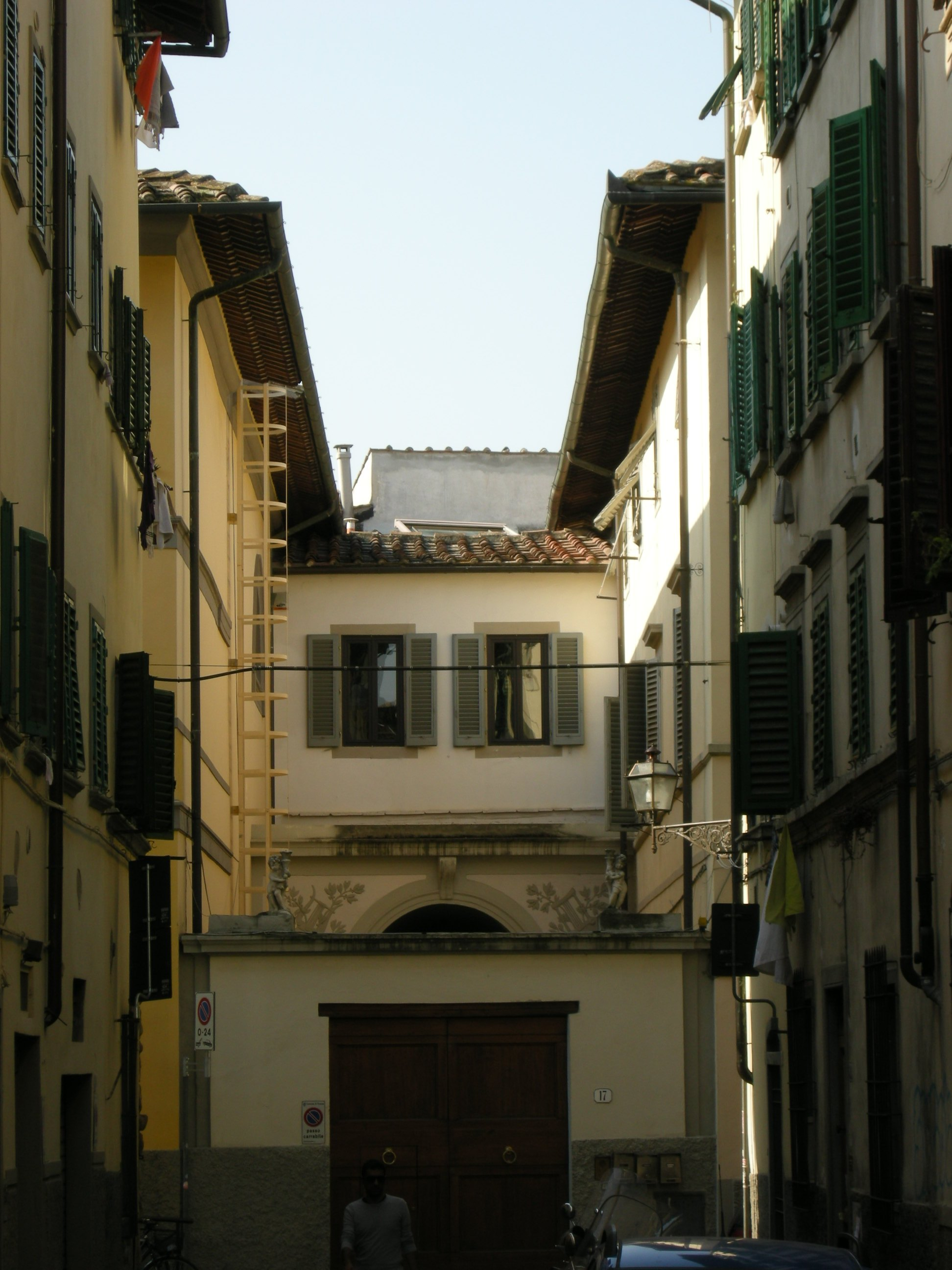
Firenze, ex Convento di Annalena

La Casa di Annalena si trova in via Romana 34, a Firenze. 

## Storia
Il nome dell'edificio deriva da quello di Annalena (o Anna Elena), donna di bellezza straordinaria, figlia di Galeotto Malatesta, di Niccolò I. Fu data in sposa a Baldaccio d'Anghiari nel 1438: in quell'occasione la nobile ricevette da Cosimo de' Medici l'edificio, che porta il suo nome, come dono di nozze. Nel 1441 rimase vedova (Baldaccio fu vittima di una congiura), decidendo così di trasformare la propria abitazione in convento, denominato San Vincenzo d'Annalena. Negli anni successivi alla morte di Annalena (1491), i terreni e gli edifici conventuali subirono un destino complesso: fino alle metà del Cinquecento furono adibiti a baluardo militare voluto dal granduca di Toscana Cosimo I de' Medici. Nel 1786 il convento su soppresso. Nel 1791 fu il marchese Tommaso Corsi ad acquistare l'adiacente orto, realizzandovi il Giardino Corsi o di Annalena, primo esempio di giardino romantico a Firenze.
A partire dal 1807 gli edifici conventuali furono nuovamente riconvertiti ad uso abitativo e ricreativo (sull'area sorse anche il teatro Goldoni): furono acquistati quasi tutti dall'impresario e costruttore edile Luigi Gargani, che li destinò parte ad abitazione civile parte a locali per spettacoli e feste. Intorno al 1810, lungo via Romana, l'architetto Giuseppe Del Rosso edificò il palazzo oggi conosciuto come "Casa di Annalena", ispirato al Neoclassicismo allora in voga. Viene ricordato come palazzo Mac Donel (Mac Donald), in ricordo del generale dell'esercito francese Francesco Macdonald, già Ministro della Guerra del Regno delle Due Sicilie sotto Gioacchino Murat, che acquistò l'edificio nel 1820, ampliandolo, per poi abitarvi con Carolina Bonaparte, sorella di Napoleone e vedova dello stesso Murat, che sposò nel 1830. Nello stesso periodo fu demolita la chiesetta del convento dedicata a san Vincenzo Ferrer, per ricavare al suo posto le scuderie del palazzo. Nel 1837 il generale Macdonald morì e il figlio Hugh Macdonald svuotò la casa del suo prezioso contenuto vendendolo ad un ordine religioso di suore francesi del Sacro Cuore. Intanto le guide cittadine ricordano come nel dicembre del 1838 qui avesse dimorato Luigi Carlo Filippo Raffaello d'Orléans duca di Nemours, figlio del re di Francia Luigi Filippo.
Successivamente si documentano le proprietà delle suore del Sacro Cuore e della Fondiaria Assicurazioni. 
(dal sito degli Esercizi Storici Fiorentini)
Nei decenni successivi la Casa di Annalena subì altri passaggi di proprietà, che ogni volta ne mutarono uso e destinazione, fino al 1919, quando l'edificio venne infine frazionato. In questo stesso anno il secondo e terzo piano furono trasformati in albergo dalla famiglia Calastri-Rossoni e prese appunto il nome di "Pensione Annalena" diventando in breve tempo un punto di riferimento per viaggiatori e stranieri, poeti e musicisti. Nel corso del XX secolo l'edificio ha ospitato, tra gli altri, Eugenio Montale (che qui visse una intensa storia d'amore con Irma Brandeis): il poeta italiano soggiornò a lungo negli anni 1930 nella Pensione Annalena e la rammentò in una delle sue liriche più appassionate, la poesia Interno-Esterno: «…siamo insieme nella veranda di "Annalena" a spulciare le rime del venerabile pruriginoso John Donne..». Nella pensione soggiornarono altre illustri personalità, tra cui Carlo Levi, che nel 1944, sotto il portico della sua stanza che dava sui giardini di Annalena, scrisse alcune pagine della sua opera più famosa Cristo si è fermato a Eboli. Soggiornarono nella Pensione Annalena inoltre Luigi Dallapiccola, il cui soggiorno, per oltre vent'anni e fino alla morte, nel 1975 è ricordato da una lapide in facciata apposta nel 2004, Francis Henry Taylor (direttore del Metropolitan Museum of Art di New York) e ancora, vista la vicinanza al teatro Goldoni, Vittorio Gassman e Ugo Tognazzi. 

## Descrizione
Da un punto di vista architettonico la facciata principale è caratterizzata da un disegno che rimanda al gusto neoclassico: organizzata su cinque assi per tre piani più un mezzanino, è inquadrata dai due assi laterali che sono profilati da pilasti con capitelli ionici. Più articolato il fronte che guarda al cosiddetto giardino d'Annalena (accesso al numero civico 36), con al terreno spazi porticati. Se il fronte sulla via è in condizioni decorose, questo si presenta tuttavia in pessimo stato, con ampie zone d'intonaco cadute.